# Garnet Carter
Garnet Carter (* 9. Februar 1883 in Sweetwater, Lewis County, Tennessee; † 21. Juli 1954 in Lookout Mountain, Hamilton County, Tennessee) war Erfinder des Miniaturgolf. 

## Karriere
1927 eröffnete er seinen ersten Bahnengolfplatz im Fairyland Club in Lookout Mountain. Zu seiner Überraschung wurde der Platz von Erwachsenen übernommen, die Spaß an dem miniaturisierten Fairway hatten. 
Er begann darauf weitere Minigolfplätze zu produzieren unter dem patentierten Namen Tom Thumb Golf. 1930 gab es 25.000 Plätze in den USA. 1932 verkaufte er die Rechte und eröffnete zusammen mit seiner Frau Frieda’s Rock City Garden.